# Cruauté
 (septembre 2023).
Si vous disposez d'ouvrages ou d'articles de référence ou si vous connaissez des sites web de qualité traitant du thème abordé ici, merci de compléter l'article en donnant les références utiles à sa vérifiabilité et en les liant à la section « Notes et références ».
 (septembre 2023).
La mise en forme du texte ne suit pas les recommandations de Wikipédia : il faut le « wikifier ».
Les points d'amélioration suivants sont les cas les plus fréquents. Le détail des points à revoir est peut-être précisé sur la page de discussion.
- Les titres sont pré-formatés par le logiciel. Ils ne sont ni en capitales, ni en gras.
- Le texte ne doit pas être écrit en capitales (les noms de famille non plus), ni en gras, ni en italique, ni en « petit »…
- Le gras n'est utilisé que pour surligner le titre de l'article dans l'introduction, une seule fois.
- L'italique est rarement utilisé : mots en langue étrangère, titres d'œuvres, noms de bateaux, etc.
- Les citations ne sont pas en italique mais en corps de texte normal. Elles sont entourées par des guillemets français : « et ».
- Les listes à puces sont à éviter, des paragraphes rédigés étant largement préférés. Les tableaux sont à réserver à la présentation de données structurées (résultats, etc.).
- Les appels de note de bas de page (petits chiffres en exposant, introduits par l'outil «  Source ») sont à placer entre la fin de phrase et le point final[comme ça].
- Les liens internes (vers d'autres articles de Wikipédia) sont à choisir avec parcimonie. Créez des liens vers des articles approfondissant le sujet. Les termes génériques sans rapport avec le sujet sont à éviter, ainsi que les répétitions de liens vers un même terme.
- Les liens externes sont à placer uniquement dans une section « Liens externes », à la fin de l'article. Ces liens sont à choisir avec parcimonie suivant les règles définies. Si un lien sert de source à l'article, son insertion dans le texte est à faire par les notes de bas de page.
- La présentation des références doit suivre les conventions bibliographiques. Il est recommandé d'utiliser les modèles {{Ouvrage}}, {{Chapitre}}, {{Article}}, {{Lien web}} et/ou {{Bibliographie}}. Le mode d'édition visuel peut mettre en forme automatiquement les références.
- Insérer une infobox (cadre d'informations à droite) n'est pas obligatoire pour parachever la mise en page.

Pour une aide détaillée, merci de consulter Aide:Wikification.
Si vous pensez que ces points ont été résolus, vous pouvez retirer ce bandeau et améliorer la mise en forme d'un autre article.
Dans son sens le plus courant, la cruauté (du latin crudelitas, issu de crudelis : cruel, méchant, atroce et crudus : cru, sanglant) se rapporte à un jugement moral blâmant un individu imposant de fortes souffrances inutiles, et parfois prolongées dans le temps, à un autre individu humain ou animal qui peut en garder un traumatisme durable. Ces souffrances peuvent être d'ordre physique, émotionnel, ou psychologique, et représentent souvent une fin en soi. Si l'intention d'infliger ces souffrances particulières sont souvent calculées, elles peuvent être aussi commises par négligence de manière passive (défaut de soins ou d'éducation envers une personne vulnérable par exemple). Il est généralement admis que l'individu cruel est une personne déviante, et qui éprouve envers ses victimes des sentiments qui vont de l'indifférence au plaisir sadique.

## Psychopathologie
L'individu cruel possède généralement une empathie émotionnelle absente ou très pauvre, jumelée à un instinct agressif marqué. Cette combinaison favorise l'émergence d'une surcharge narcissique qui peut déborder en actes sadiques, surtout si la loi n'est pas assez dissuasive. De nombreuses études de psychopathologie ont relevé que les comportements cruels exprimés dès l'enfance ou l'adolescence sur les animaux, sont fréquemment le fait de personnalités elles-mêmes abusées dans leur jeunesse, et constitue des facteurs prédictifs d'une violence tournée vers les humains à l'âge adulte.

## Les neuf motivations de la cruauté
Selon Stephen Kellert, de l'Université Yale, et Alan Felthous, de l'Université du Texas, il existe neuf motivations poussant à la cruauté envers les animaux, et qui par extrapolation, peuvent aussi s'appliquer aux êtres humains.
- La volonté de contrôle.
- Le châtiment (après une bêtise supposée commise par la victime).
- L'absence pure et simple de considération pour la victime.
- L'instrumentalisation (plaisir de mise en scène de la violence).
- L'amplification (usage par exemple d'un animal pour faire mal à autrui, pour prolonger la violence de l'individu).
- Le plaisir de choquer l'entourage, par amusement.
- La vengeance (la victime peut être la cible directe, ou avoir des liens affectifs avec le sujet de la haine).
- Déplacement de l'agression (l'individu est la victime expiatoire d'une frustration ressentie à l'extérieur).
- Sadisme non spécifique (obsessions de la mort et de la souffrance).

## Paradoxe de l'acte cruel
Selon le sociologue Michel Wieviorka, un trait courant de la cruauté se traduit par la volonté du bourreau de traiter ses victimes d'une "manière inhumaine qui les chosifie, ou les animalise, en tout cas les extraie de l'humanité (...) il faut bien marquer une distance absolue avec lui, s'autoriser à le concevoir comme n'étant pas de la même espèce que soi-même (...) C’est en faisant de l’autre un non-homme, un non-sujet, un être déshumanisé puisque pouvant être avili et détruit comme un objet ou un animal, c’est en étant cruel que l’on peut se vivre comme restant soi même un être humain". 
Ainsi, plus la victime est avilie dans sa dignité, plus cela aiderait le bourreau à s'éloigner du poids de la faute. La victime, dégradée de toute humanité, est transformée en pur objet ludique soumis à la volonté du bourreau qui veut, inconsciemment, s'affranchir de toute culpabilité envers un individu qui cesse d'être un sujet moral. Paradoxe psychologique qui conduit le bourreau à devoir surenchérir l'inhumanité de ses actes, pour affirmer sa propre pseudo-humanité distanciée de celle de la victime deshumanisée ou animalisée.

## La cruauté chez les animaux
La cruauté est-elle un trait proprement humain, ou existe-t-elle dans le monde non humain ? 
Les relations prédateur-proie, qui peuvent être d'une grande violence, sont légion dans la Nature. Il est exceptionnel que le prédateur ne tue pas le plus vite possible sa victime. Dans le cas contraire, il s'agit de survie, pas de cruauté seulement destiné à engendrer de la souffrance. Par exemple, certaines guêpes ou araignées pondent leurs œufs dans le cocon de larves, qui seront lentement dévorées vivantes par l'organisme parasite qui a besoin de nutriments pour croître. Dans ce cas, c'est le procédé lui-même qui semble "cruel", mais certainement pas le parasite qui ne fait qu'obéir à son programme de survie. 
La question de la cruauté est aussi très présente quand on observe un chat "jouant" avec une souris. Transposé à un comportement humain, le chat fait preuve d'une cruauté sadique envers le rongeur. Mais ce cadre de référence est inexact car seul celui du chat est valable. Etant un chasseur-né toujours à l'affût d'une proie, "jouer" avec elle signifie continuer de s'entraîner à la chasse. Pourvu d'une petite mâchoire lui interdisant de la croquer directement, le chat utilise une technique consistant à affaiblir sa proie en l'agitant en tout sens, dans le but de briser sa colonne vertébrale, et ainsi éviter tout risque de morsure par une proie disposant encore de tous ses moyens. Il n'y a, à priori, pas cette intention calculée de l'individu décidé à faire souffrir sa victime en tant que fin en soi. D'ailleurs, il est courant que le chat continue de "torturer" sa proie alors même qu'elle est déjà morte. Le chat agit donc selon ses qualités natales de prédateur, loin de toute déviance liée à son espèce. 
Cependant, on peut relever des éléments apparents de cruauté "humaine" chez les sociétés anthropoïdes comme les chimpanzés, qui ont une projection assez large d'esprit sur leurs relations de domination et de soumission, et une sphère d'empathie proche de celle des humains. Il est cependant hasardeux d'affirmer que les chimpanzés fassent preuve de "pure" cruauté, quand on sait que la plupart des conflits au sein des anthropoïdes sont d'abord motivés par des questions de rang social et d'accès à la sexualité avec les femelles.
Hormis le cas particulier du chat (encore que, ce comportement semble surtout présent chez les chats qui sont déjà bien nourris), il est rare que les animaux soient considérés comme "cruels". On parle plus facilement de la "Nature cruelle", mais rarement d'une espèce animale en particulier. L'idée de cruauté, comme un acte purement malveillant, ne résonne pas vraiment avec le déterminisme de l'instinct qu'on affecte aux animaux. La brutalité de la prédation est considérée comme une chose nécessaire, inévitable et donc assez éloignée de la déviance attribuée à la cruauté, qui demeure surtout humaine.

## Autres usages sémantiques
Le terme est aussi employé sans qu'il y ait nécessairement une intention purement malveillante ou sadique de départ de la personne physique, morale, d'un collectif d'individus ou même d'un objet inanimé. Cependant l'expérience douloureuse des victimes demeure très éprouvante, et peut aussi s'accompagner d'un sentiment d'humiliation ou de blessure narcissique intense. Par exemple :
- Faire une révélation cruelle à quelqu'un : énoncer une vérité douloureuse à entendre, mais qui aussi peut être utile ou salutaire pour la personne à qui elle est destinée.
- Une politique cruelle : la cruauté se rapporte ici à une entité collective, ou morale qui impose des normes éprouvantes ou dégradantes sur une autre entité collective.
- Un piège à renard cruel : c'est un objet neutre inanimé, par sa conception même, qui est qualifié de "cruel", sur les souffrances potentielles engendrées sur la victime.

S'éloignant du sens originel où le sadisme domine, la cruauté désigne aussi un ressenti sur des aspects abstraits de l'existence (la cruauté de la vie, un cruel dilemme...) ou pour juger d'une suite de circonstances calamiteuses affectant des individus (un enchaînement cruel d'évènements...). Dans ces acceptions, la cruauté est sémantiquement plus proche de la malchance et de la fatalité, avec néanmoins une issue toujours douloureuse pour les victimes.     